# Annona volubilis
Annona volubilis este o specie de plante angiosperme din genul Annona, familia Annonaceae, descrisă de Cyrus Longworth Lundell. Conform Catalogue of Life specia Annona volubilis nu are subspecii cunoscute.